# 邯济铁路
邯济铁路是一条从河北省邯郸市，途径山东省聊城市、德州市，东至济南市的铁路。邯济铁路和邯长铁路、胶济铁路一道构成了山西中南部地区重要的煤炭外运通路、“八纵八横”的重要组成部分。铁路于1996年11月开工，2002年12月正式通过验收，2015年啟用客運功能。全线设19个车站，全长231.7公里，沿途与邯长铁路、京广铁路、京九铁路、京沪铁路和膠濟鐵路连接。

## 历史

### 规划和设计
自改革开放以来，山东省和河北省经济快速发展，对煤炭需求量剧增，但是石太铁路的运力限制了山西省煤炭运出的数量。为解决此问题，1990年3月，铁道第三勘测设计院完成邯济线新建、邯长线扩能可行性研究报告。1992年6月，完成邯济线可行性研究补充资料。1993年3月，山东省政府提出修建邯济铁路，并于7月得到国家计委批准。1995年2月，国家计委批复可行性研究报告。随后，铁路项目由铁道第三勘测设计院（铁三院）负责设计。1996年4月，铁三院完成邯济线及引入邯郸地区相关工程修改补充初步设计。

### 施工
1993年5月，山东省组建邯济铁路山东段工程建设指挥部。邯济铁路工程主要包括三个部分：
- 邯郸南站（京广铁路）至晏城北站（京沪铁路），全场231.76公里，由邯济铁路公司修建。向西连接邯长铁路。
- 邯济铁路引入邯郸地区工程（邯郸南站-邯郸站），全长3.4公里。
- 邯济铁路引入济南枢纽工程（晏城北站-济南大明湖站），全长39.4公里[5]。向东连接胶济铁路。

正线的邯郸南站-晏城北站间于1996年11月开工，1999年1月全线铺通。1999年7月1日9时30分，邯济铁路临管开通典礼在邯郸南站举行，铁道部副部长蔡庆华为首发列车剪彩。引入济南枢纽相关工程于1998年4月开工，1999年5月建成，6月通过初验；工程将邯济铁路从晏城北站接入京沪铁路晏城站，使铁路能连接原津浦铁路的晏城-泺口大桥-济南区间，并最终到达济南站。另外，黄河北岸河堤铁路抬高工程2000年1月开工，5月底开通运营。
1998年8月，邯济铁路山东段建设指挥部和聊城地方铁路局撤销。1999年7月1日，邯济铁路开办临管分流运输，运输组织作业委托济南局济南分局管理。2000年4月19日，开始临管运输。2002年11月，国家计委委托的铁道部、山东省与河北省有关部门同意对铁路正式验收。

### 改造
邯济铁路自通车以来一直是單線内燃动力铁路。2010年10月，邯济铁路开始增建二线和电气化的扩能改造工程。初设批复总投资69.77亿元。项目资本金占总投资的50%，其余靠银行贷款解决，工期二年。2014年10月21日，邯济铁路的复线、高架電纜和自动闭塞投入使用。邯济线货运年输送能力由改建前的2000万吨提高到1.8亿吨，设计行车速度120公里/小时。并且在2015年2月份开通了两对客运，分别是石家庄至杭州K1263/4次、石家庄至青岛北K1215/6次。邯济、邯长铁路的扩能改造提高了线路的运输效率，也提高了邯郸在铁路网中的地位，加强了晋鲁冀三省之间的联系。

## 运营
1996年11月18日，铁道部、山东省、河北省组建成立邯济铁路有限责任公司，负责邯济铁路工程建设与运营管理，公司注册资本金为8亿元，三方按照铁道部45%，山东省42.5%，河北省12.5%股本出资。之后经过协商，公司资本金调增为17.085亿元，更新后的各方出资比例为铁道部53.175%（中国铁路济南局集团有限公司），山东省40.972%（山东发展投资控股集团有限公司），河北省5.853%（邯郸市建设投资公司）。邯济公司是负债建路：邯济铁路建设资金31.56亿元，除17.085亿元资本金外，剩余14.475亿元均为三方股东协助筹措的长期贷款。
1999年7月1日至2000年4月18日的临管运输期间，邯济铁路接入货物列车552列，分流运量127.6万吨，运输收入1761万元。在扩能改造完成后，全线速度提高至140每小時（87英里每小時）；全线最大区段货流密度2020年将达到7600万吨/年、客车13对/日，远期将达到13000万吨/年、客车15对/日。
2015年2月4日，为缓解春运期间的客运压力，邯济铁路启用客运功能；开通后的一周内就有3对来往邯郸站的快速列车经过，使邯郸市第一次有了直接开往山东的客车。

### 车站
全线设19个车站，其中邯郸南站（连接邯长铁路、京广铁路）、聊城北站（连接京九铁路）为区段站，晏城北站（连接京沪铁路）为辅助编组站，其余为中间站。

### 支线
为提高铁路在济南市内的运力，邯济铁路公司提出了新建从焦斌站至胶济铁路权庄站、长51公里的联络线的计划。该计划已于2014年9月通过山东省国土资源厅的初审。2017年3月24日，联络线跨黄河的大桥开工。
2019年12月26日，邯济至胶济铁路联络线（梓权线）开通。